# Karmenta

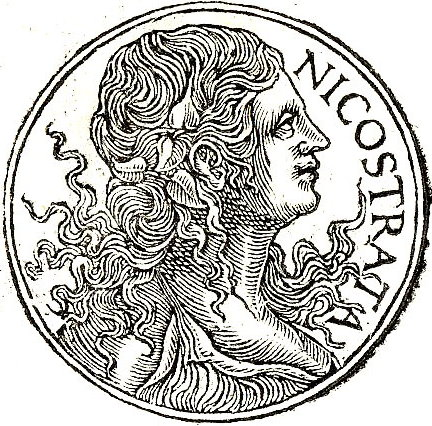
Wyobrażenie Carmenty w Promptuarii Iconum Insigniorum, 1553

Karmenta (także Karmentis, Carmenta, Nikostrate, Temis, Telpusa, Timandra, Postuersa, Prorsa, łac. Carmentis, od carmen ‘magiczne zaklęcie’, ‘pieśń’) – w mitologii rzymskiej nimfa arkadyjska, kamena, wieszczka, bogini płodności.
Uchodziła za córkę greckiego boga Ladona. Uważano ją za matkę lub żonę Ewandra. Przed przybyciem do Italii miała w swojej ojczyźnie nosić imię Nikostrate, Temis, Timandra lub Telpusa.
Przypisywano jej wynalezienie alfabetu. Wskazała Ewandrowi Palatyn jako miejsce osiedlenia się. Według legendy odmówiła udziału w ofierze składanej Herkulesowi podczas Ara Maxima i odtąd kobiety rzymskie nie uczestniczyły w tym święcie.
Rzymianie czcili ją jako boginię wody, dzieci i płodności. Pod imieniem Prorsa lub Postuersa patronowała położnicom. U stóp Kapitolu, niedaleko od Porta Carmentalis (Bramy Karmentalskiej), znajdował się poświęcony jej ołtarz, a następnie wzniesiono w tym miejscu świątynię. Przedstawiana była jako młoda dziewczyna w wieńcu z bobu i z lirą w ręku. Ku czci bogini obchodzono święto Carmentalia.